# 4853 Marielukac
4853 Marielukac este un asteroid din centura principală, descoperit pe 28 iunie 1979 de Carlos Torres.